# بخش بکر، شهرستان کاس، مینه سوتا
بخش بکر (به انگلیسی: Becker Township) یک منطقهٔ مسکونی در ایالات متحده آمریکا است که در شهرستان کاس، مینه‌سوتا واقع شده‌است.
 بخش بکر ۹۶٫۶ کیلومتر مربع مساحت و ۴۸۵ نفر جمعیت دارد و ۳۸۲ متر بالاتر از سطح دریا واقع شده‌است.